# Прыткий (миноносец)
«Пры́ткий» — русский миноносец, прототип серии из 26 миноносцев типа «Сокол».
До 9 марта 1902 года миноносец именовался «Сокол». С 10 октября 1907 года переклассифицирован в эскадренный миноносец (эсминец).

## История создания
В начале января 1894 года Альфред Фернандес Ярроу, владелец английской фирмы «Ярроу», занимавшейся проектированием и строительством миноносцев, обратился к начальнику ГУКиС адмиралу П. П. Тыртову с предложением построить для Российского флота миноносец со скоростью не менее 29 узлов. Поскольку подобные идеи уже давно обсуждались в Морском министерстве России, предложение Ярроу было принято. После разрешения финансовых вопросов 30 мая 1894 года в Лондоне было подписано соглашение, в соответствии с которым фирма «Ярроу» взяла на себя обязательство за 14 месяцев построить и подготовить к испытаниям истребитель миноносцев нормальным водоизмещением 220 тонн и максимальной скоростью хода 29 узлов. Стоимость проекта составила 36 тыс. фунтов.
В основу проекта была положена измененная конструкция истребителя Hornet, уже сданного фирмой «Ярроу» британскому Адмиралтейству. Был изменен состав вооружения (одно 75-мм и три 47-мм орудия вместо одного 76-мм и трех 57-мм; два однотрубных палубных торпедных аппарата вместо одного носового и одного двухтрубного палубного), корпус изготавливался из никелевой стали повышенной твердости, носовые обводы изменены за счет добавления таранного форштевня. Кроме того, была увеличена ёмкость угольных ям, камбуз перенесен из офицерского отделения к носовому кубрику, устроены каюты для командира и унтер-офицеров, прожектор помещен впереди первой дымовой трубы на поперечных рельсах (для перемещения на любой борт), высота комингсов на верхней палубе увеличена до 300 мм.
Изготовление механизмов началось в июле, а сборка корпуса на стапеле — в декабре 1894 года. 30 января 1895 года корабль включен в списки Императорского флота России. 5 февраля 1895 года причислен к судам III ранга. 11 февраля 1895 года приписан к 8-му флотскому экипажу. Спуск на воду состоялся 10 августа 1895 года, а уже 11 августа миноносец смог самостоятельно дать ход. 17 августа начались ходовые испытания, а 25 августа во время одного из пробегов корабль первым в истории превысил скорость в 30 узлов. Приемная комиссия приняла миноносец без претензий.
16 октября миноносец своим ходом прибыл в Кронштадт и 26 октября был официально принят в казну и включен в состав Балтийского флота.

## Конструкция

### Корпус
Конструкторы «Сокола» ставили перед собой цель достичь максимально высокой скорости хода. Для этого корпус был выполнен с очень большим удлинением (10:1) и до предела облегчен: обшивка, палубный настил, водонепроницаемые переборки были изготовлены из листов никелевой стали толщиной не более 5 мм, которые прогибалась даже под весом человека. Корпус клепаный с поперечной системой набора (шпация 0,53 м), разделен десятью поперечными водонепроницаемыми переборками. Продольную прочность обеспечивали киль и два днищевых стрингера из уголковой стали. Ахтерштевень и таранный форштевень кованые.

### Механизмы
ГЭУ миноносца состояла из двух вертикальных паровых машин тройного расширения и восьми водотрубных котлов треугольного типа фирмы «Ярроу». На испытаниях машины превысили расчетную мощность, выдав 1950 индикаторных л/с при 405 об/мин (вместо 1900 л/с при 400 оборотах). Котлы были сгруппированы в двух котельных отделениях и размещались попарно в поперечной плоскости, каждая пара имела свою дымовую трубу. Время разводки паров составляло около часа.
Полный запас угля составлял 60 т. и хранился в бортовых угольных ямах, расположенных вдоль котельных отделений, и в одной поперечной яме, расположенной позади камбуза.

### Вооружение
Миноносец был вооружен одной 75-мм пушкой системы Канэ с длиной ствола 50 клб., установленной на площадке над боевой рубкой, и тремя 47-мм пушками Гочкиса (на верхней палубе: две на полубаке и одна на юте). Боезапас 75-мм пушки составляли 180 бронебойных снарядов, 47-мм пушек — 800 патронов со стальной или чугунной гранатой. Подача боеприпасов осуществлялась вручную.
Минное вооружение миноносца составляли два однотрубных минных аппарата калибром 381 мм, расположенных по продольной оси корабля. Боезапас минных аппаратов состоял из шести 17-футовых самодвижущихся мин Уайтхеда обр. 1898 года, из которых две постоянно находились в минных аппаратах, а четыре хранились в разобранном виде в носовом кубрике (корпуса в рундуке, а боевые части — в трюме).

## Командиры
- 28.10.1904-14.03.1905 — капитан-лейтенант (с 05.12.1904 капитан 2-го ранга) Степанов, Павел Гаврилович
- 18.04.1911-25.10.1912 — капитан 2-го ранга Дмитриев, Иван Николаевич
- хх.хх.1914-хх.хх.1915 — капитан 2-го ранга Бурачек, Степан Павлович
- хх.хх.1916-04.04.1917 — капитан 2-го ранга Эйлер, Дмитрий Павлович
- xx.xx.1918-xx.05.1919 — Колбасьев, Сергей Адамович